# Comuna de Raciąż
Raciąż (polaco: Gmina Raciąż) é uma gminy (comuna) na Polónia, na voivodia de Mazóvia e no condado de Płoński. A sede do condado é a cidade de Raciąż.
De acordo com os censos de 2004, a comuna tem 8813 habitantes, com uma densidade 35,4 hab/km².

## Área
Estende-se por uma área de 248,79 km², incluindo:
- área agricola: 77%
- área florestal: 15%

## Demografia
Dados de 30 de Junho 2004:
|                      | Total   | Total | Mulheres | Mulheres | Homens  | Homens |
| -------------------- | ------- | ----- | -------- | -------- | ------- | ------ |
|                      | pessoas | %     | pessoas  | %        | pessoas | %      |
| População            | 8813    | 100   | 4320     | 49       | 4493    | 51     |
| Densidade (pop./km²) | 35,4    | 100   | 17,4     | 17,4     | 18,1    | 18,1   |

De acordo com dados de 2002, o rendimento médio per capita ascendia a 1492,25 zł.

## Subdivisões
- Bielany, Bogucin, Budy Kraszewskie, Charzyny, Chyczewo, Cieciersk, Ćwiersk, Dobrska-Kolonia, Dobrska-Włościany, Drozdowo, Druchowo, Folwark-Raciąż, Grzybowo, Jeżewo-Wesel, Kaczorowy, Kiełbowo, Kiniki, Kocięcin-Brodowy, Kodłutowo, Kossobudy, Koziebrody, Kozalin, Krajkowo, Kraszewo-Czubaki, Kraszewo-Falki, Kraszewo-Gaczułty, Kraszewo-Podborne, Kraśniewo, Kruszenica, Lipa, Łempinek, Łempino, Malewo, Mała Wieś, Młody Niedróż, Nowe Gralewo, Nowy Komunin, Nowe Młodochowo, Pęsy, Pólka-Raciąż, Sierakowo, Stare Gralewo, Stary Komunin, Strożęcin, Szapsk, Szczepkowo, Unieck, Wępiły, Witkowo, Zdunówek, Złotopole, Żukowo-Strusie, Żychowo.

## Comunas vizinhas
- Baboszewo, Drobin, Glinojeck, Raciąż, Radzanów, Siemiątkowo, Staroźreby, Strzegowo, Zawidz